# Długie Kamieńskie
Długie Kamieńskie [ˈdwuɡʲɛ kaˈmjɛɲskʲɛ] est un village polonais de la gmina de Ceranów dans le powiat de Sokołów et dans la voïvodie de Mazovie, au centre-est de la Pologne.
Il est situé à environ 5 kilomètres au nord-est de Ceranów, 29 kilomètres au nord de Sokołów Podlaski et à 100 kilomètres au nord-est de Varsovie.